# Macías
Macías, meglio conosciuto come «o Namorado», (prima del 1340 – fl. XIV secolo dopo il 1370), è stato un trovatore galiziano e uno degli ultimi poeti  medievali galiziani, attivo nel XIV secolo, le cui vicende e la tragica morte hanno ispirato diversi scrittori tra cui Lope de Vega, Francisco Bances Candamo e Mariano José de Larra.

## Vita
Poco si conosce della sua vita. Il suo successore e compatriota Juan Rodríguez de la Cámara asserisce che Macías fosse nativo della Galicia.  H. A. Rennert ha stabilito il periodo di tempo in cui egli visse in base al numero di riferimenti, il primo e più importante dei quali è la lettera del 1449 del Marqués de Santillana indirizzata a Dom Pedro, Connestabile del Portogallo. Nella lettera, il marchese menziona Macías come contemporaneo di due poeti del tardo XIV secolo, Vasco Pires de Camões e Ferrant Casquiçio, le cui vite sono meglio documentate. Don Martín de Ximena y Jurado, negli Anales Eclesiásticos de Jaén, ci fornisce come luogo probabile della tomba di Macías la chiesa del castello di Santa Catalina ad Arjonilla, una cittadina nei pressi di Jaén.

## Poesia
Cinque componimenti poetici (o cantigas) nel Cancionero de Baena (1445) sono attribuiti a Macías, reputato inoltre autore di altri sedici. Sebbene tutta la poesia conosciuta di Macías sia amorosa, la sua produzione poetica complessiva è sconosciuta e potrebbe comprendere poesie di altra tipologia, forse scritte in castigliano oltre che nella sua lingua nativa galiziana.

## Leggenda

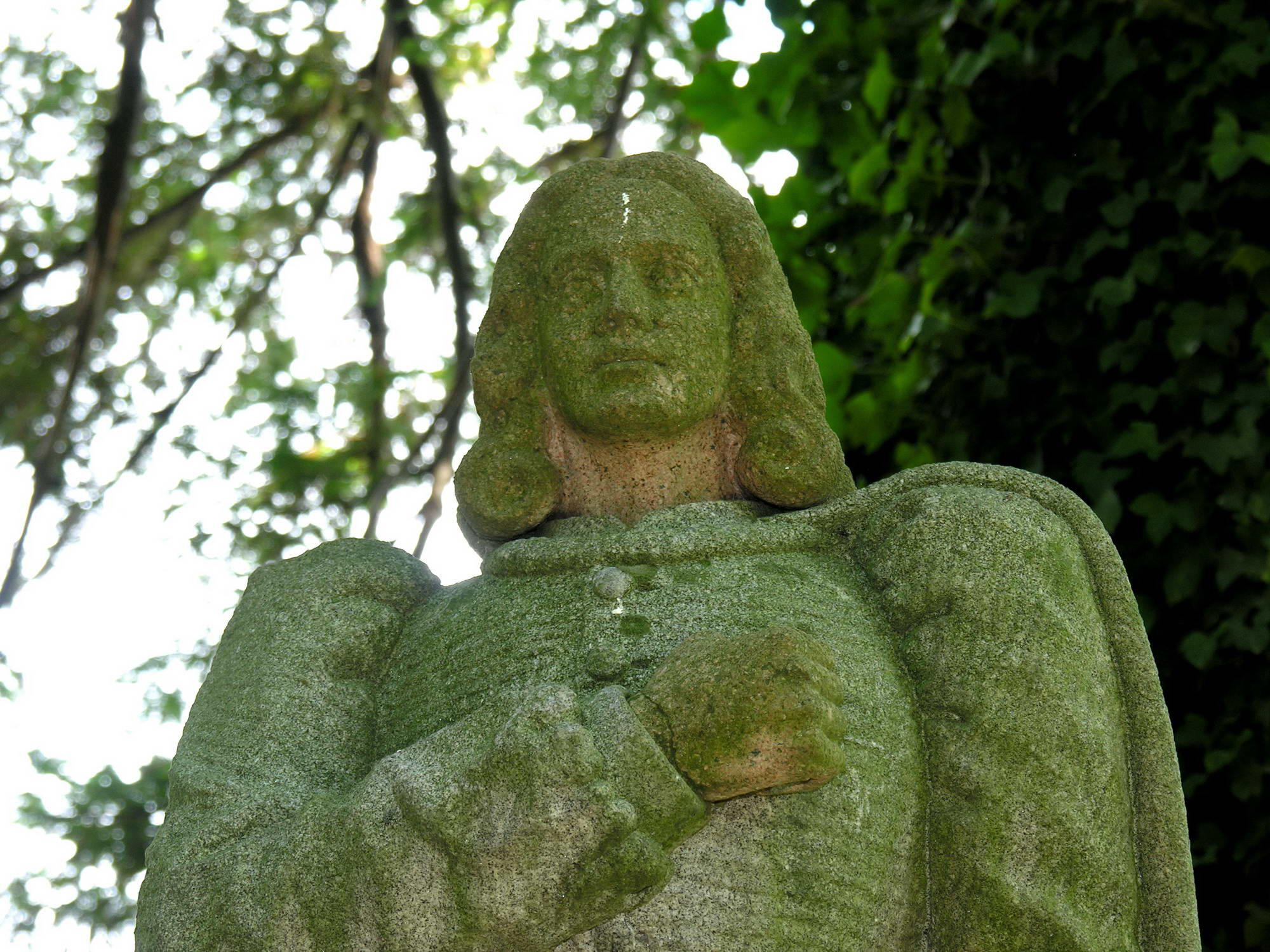
Statua di Macías, Padrón.

Non è chiaro il fatto se dalla metà del XV secolo il nome del poeta fosse già sinonimo di amore.  Per esempio, il Marchese di Santillana nella lettera a Dom Pedro descrive Macías come “aquel grand enamorado”, e Juan de Mena si riferisce a lui nel Laberinto de fortuna (1444).  Un'altra allusione a Macías si ha quasi nello stesso periodo ne La Celestina dove Sempronio dice: “aquel Macías, ydolo de los amantes”.  Questi riferimenti riflettono una leggenda che si era sviluppata intorno alla figura di Macías dopo la sua morte e potrebbero, in misura maggiore o minore, avere una qualche relazione con eventi reali della sua vita.
La prima versione pervenutaci della leggenda di Macías è una glossa nella Sátira de felice e infelice vida, scritta tra il 1453 e il 1455 dallo stesso Dom Pedro a cui il marchese aveva indirizzato la sua lettera precedente.  Macías si innamora di una donna d'altro rango e inizia così a darsi da fare per rendersi meritevole del suo favore. Un  giorno, allorché la donna attraversava un ponte su di un magnifico stallone, il suo cavallo si impenna gettandola nel fiume.  L'intrepido Macías allora si tuffa per salvarla dall'annegamento.  Passa il tempo e lei sposa un altro uomo, ma Macías, anche se lontano da lei, continua ad adorarla. Anni dopo, incontra la donna che passeggiava a cavallo e questa volta le chiede di smontare da sella a titolo di gratitudine per i molti servigi che le aveva reso. Lei  accetta e, dopo aver trascorso un po' di tempo con Macías, lo lascia temendo che il marito la potesse trovare in quel frangente, ma passano solo pochi istanti che appare il marito il quale, in un attacco di gelosia, trafigge Macías con una lancia, uccidendolo.
Nel 1499, Hernán Núñez scrisse un'altra versione in una glossa per un'edizione stampata del Laberinto. Secondo questa tradizione, Macías resta invaghito di una grande dama della corte del Maestre (gran maestro) di Calatrava, capo di uno dei più potenti ordini religiosi militari in Spagna. Durante l'assenza di Macías il gran maestro combina il matrimonio della donna con un ricco hidalgo, in modo da rompere la loro relazione. Macías, non desistendo dal corteggiarla, viene imprigionato ad Arjonilla, e assassinato in seguito dal marito geloso con una lancia infilata attraverso un buco nel soffitto della cella della prigione. Macías muore cantando poesie liriche in lode alla sua donna.
L'ultima, e forse più popolare, versione della leggenda di Macías appare nella metà del XVI secolo nella Historia de la nobleza del Andalucía di Gonzalo Argote de Molina (in spagnolo). La versione di Argote è essenzialmente la stessa di quella di Núñez, con la differenza principale che egli cita il nome del Maestre come Enrique de Villena.  Don Enrique tenne la posizione di Maestre dal 1402 al 1414, molto tempo dopo la morte di Macías, perciò si pensa non possa essere verosimile questa variante che integra la leggenda nella Historia de la nobleza del Andalucía.

## Influenza sulla letteratura peninsulare

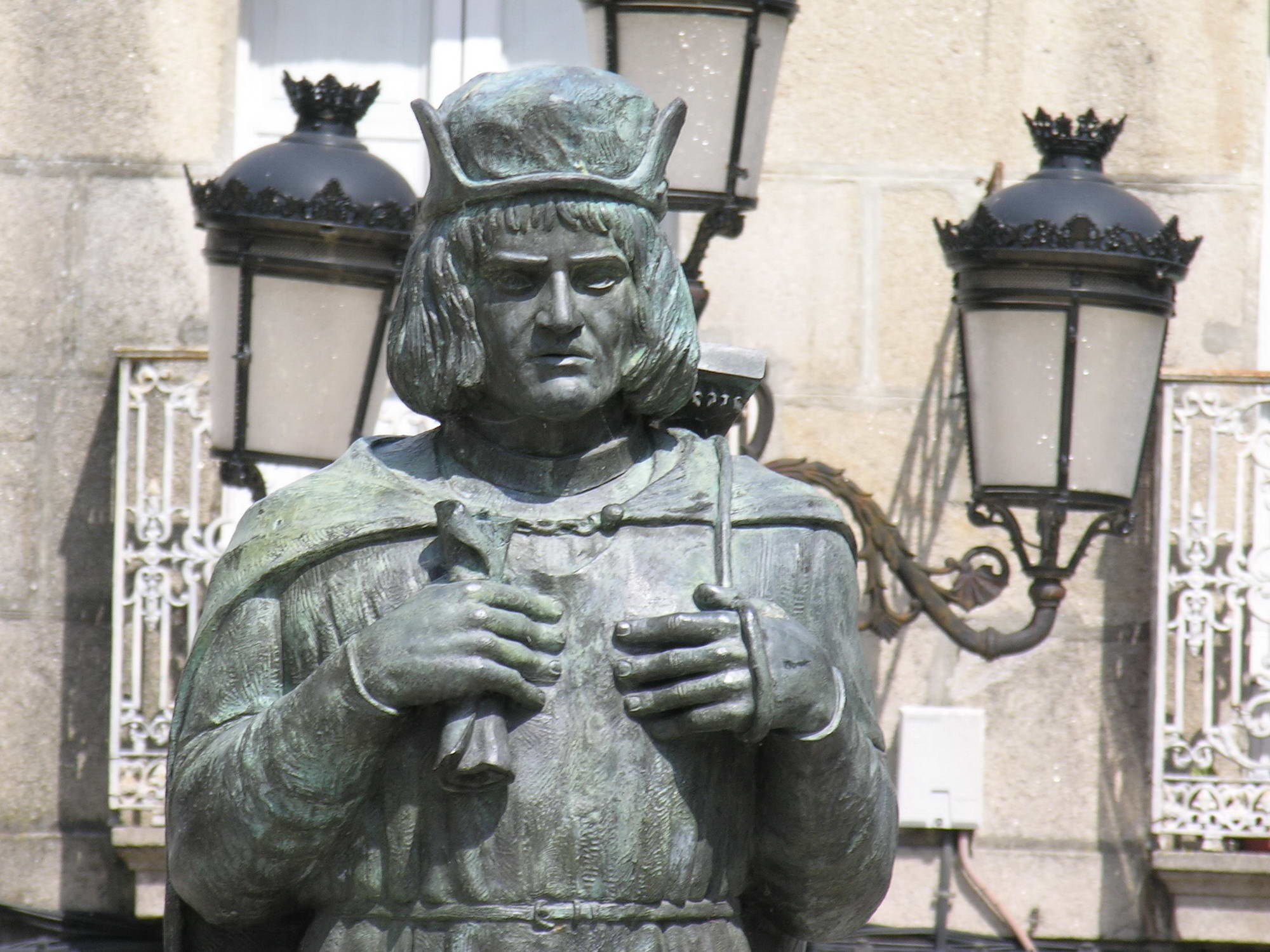
Statua di Macías, Padrón.

La leggenda di Macías ha lasciato un segno indelebile sulla letteratura spagnola. Allorché l'allegoria, ispirata da Dante, invade la letteratura spagnola nel tardo secolo XV, Macías diventa una delle figure principali in molti “infiernos de amor”.  Queste composizioni si caratterizzano per il tema del viaggio attraverso l'inferno dove i narratori incontrano amanti che a causa della loro passione sfrenata, vengono ad essere tormentati per l'eternità.  La prima di queste composizioni poetiche è l'Infierno de los enamorados del Marchese di Santillana, seguita dal Laberinto de fortuna di Juan de Mena che mette parole profetiche in bocca a Macías:
L'ultimo degli “infiernos” in cui viene menzionato Macías è quello del famoso poeta Garci Sánchez de Badajoz, un favorito dei monarchi cattolici.  Nonostante il carattere esemplare e moraleggiante di queste poesie, Macías è ritenuto un esempio di virtù, apparendo in questi lavori in compagnia degli amanti del periodo classico, come Teseo e Orfeo.  Macías compare inoltre nella Comedia de la Gloria d'Amor di Huc Bernat de Rocabertí, insieme ai famosi amanti castigliani e catalani.
Macías è stato ancor più famoso fra i portoghesi e reputato un esempio di virtù e costanza in amore nel Cancioneiro de Resende alla fine del XV secolo.  Durante il XVI secolo, anche il grande poeta della poesia epica del Portogallo, Luís de Camões, fa riferimento a Macías nelle sue redondilhas.
Anche se il XV secolo rappresenta il culmine dell'utilizzo della figura di Macías come simbolo dell'amore non corrisposto, egli manterrà comunque desto l'interesse degli autori spagnoli per centinaia di anni. Nel XVII secolo, gli artisti di solito ebbero una visione più pessimistica in merito a Macías, la cui natura emotiva e non sofisticata contrastava con l'estetica barocca. Una notevole eccezione a questo andamento è rappresentata da Lope de Vega, che fece di Macías l'eroe del suo dramma, Porfiar hasta morir. Il contemporaneo di Lope Luis de Góngora, tuttavia, era semplicemente divertito dall'irragionevolezza del racconto di Macías, mentre Calderón de la Barca trova utile Macías soltanto come un riferimento erudito, ma sterile. La prevalenza del pensiero cartesiano e l'estetica neoclassica del XVIII secolo rappresenteranno un ambiente ancora più ostile per Macías, un simbolo di pura e irragionevole emozione.  Tuttavia, all'inizio del XIX secolo, Mariano José de Larra riconduce Macías alla figura romantica ideale nel suo dramma Macías.